# 329. Infanterie-Division (Wehrmacht)
Die 329. Infanterie-Division war ein Großverband des Heeres der deutschen Wehrmacht im Zweiten Weltkrieg. Ursprünglich wurde sie im Winter 1941 als eine von vier Sicherungs-Divisionen zur Unterdrückung von möglichen Aufständen in Deutschland (Unternehmen Walküre) aus Ersatz- und Ausbildungseinheiten aufgestellt.
Am 15. Dezember 1942 wurde der Verband in 329. Infanterie-Division umbenannt und wählte als Truppenkennzeichen einen von einem Blitzstrahl überlagerten Hammer. Ihr Spitzname wurde dementsprechend ebenfalls „Hammer“.

## Geschichte

### Aufstellung
Die Division wurde im Dezember 1941 auf dem Truppenübungsplatz Groß Born aus Truppenteilen im Wehrkreis VI (Münster) aufgestellt.

### Verlegung an die Ostfront
Der Verband gelangte ab Februar 1942 in den Einsatz an der Ostfront.

### Kessel von Cholm / IR 553
Das Infanterie-Regiment 553 wurde auf dem Marsch abgezweigt und per Lufttransport in den Kessel von Cholm zur Verstärkung der dort eingeschlossenen deutschen Truppen geflogen.
Die übrigen Teile der Division traten nach Eintreffen an der Front im Bereich der 16. Armee zum Unternehmen Brückenschlag an, dem Entsatzangriff der Stoßgruppe Seydlitz für die im Kessel von Demjansk eingeschlossenen II. und X. Armeekorps. Die Division wurde anschließend an verschiedenen Abschnitten des Frontvorsprungs eingesetzt. Im November 1942 wurde sie mit dem Grenadier-Regiment 553 wieder vereinigt. Nach Räumung der zur „Festung Demjansk“ erklärten Stadt Anfang 1943 nahm sie an den Abwehrkämpfen südlich des Ilmensees im Raum Staraja Russa teil. Im November 1943 wurde die Division in den Raum Newel verlegt, nachdem sowjetische Truppen hier die deutsche Front durchbrochen hatten. Zusammen mit der 81. Infanterie-Division sollte sie die abgerissene Verbindung zur Heeresgruppe Mitte wiederherstellen.

### Panther-Stellung
Im Februar 1944 begann der Rückzug auf die Panther-Stellung im Raum Pustoschka.
Die Rückzugskämpfe infolge der sowjetischen Operation Bagration führten die Division im Sommer 1944 über Sebesch, Ludza, Rēzekne, Ļaudona bis in den Raum Ērgļi, wo sie gegen die vorstoßenden sowjetischen Truppen im Rahmen des Unternehmens Doppelkopf einen letzten erfolgreichen Gegenangriff führte.

### Kurland
Über Jaunpils bezog die Division schließlich den Raum Auce (Autz) – Saldus (Frauenburg) im Kurland-Kessel.

### Kapitulation
Die Division kapitulierte als einer der wenigen noch kampffähigen Großverbände der Wehrmacht am 8. Mai 1945 als Teil der Heeresgruppe Kurland.

## Unterstellung
| Datum         | Korps    | Armee                  | Heeresgruppe |
| ------------- | -------- | ---------------------- | ------------ |
| Dezember 1941 |          |                        | OKH          |
| Januar 42     |          | Marschverlegung        | Nord         |
| März 42       | X.       | 16. Armee              | Nord         |
| Juli 42       | II.      | 16. Armee              | Nord         |
| März 43       | X.       | 16. Armee              | Nord         |
| April 43      | Höhne    | 16. Armee              | Nord         |
| Juni 43       | X.       | 16. Armee              | Nord         |
| Dezember 43   | VIII.    | 16. Armee              | Nord         |
| April 44      | II.      | 16. Armee              | Nord         |
| Juli 44       | X.       | 16. Armee              | Nord         |
| August 44     | X.       | 18. Armee              | Nord         |
| Oktober 44    | XXXVIII. | Armeeabteilung Grasser | Nord         |
| November 44   | XXXVIII. | Armeeabteilung Kleffel | Nord         |
| Dezember 44   | XXXVIII. | 16. Armee              | Nord         |
| Februar 45    | XXXVIII. | 16. Armee              | Kurland      |

## Einsatzräume
Im Einzelnen nahm die Division im Rahmen der Heeresgruppe Nord (später Heeresgruppe Kurland) an folgenden Operationen teil:
| Zeitraum                              | Bemerkung                                                | Raum |
| ------------------------------------- | -------------------------------------------------------- | --- |
| Dezember 1941                         | Bereitstellung                                           | Groß-Born |
| Februar 1942                          | Anmarsch                                                 | Białystok, Grodno, Vilnius, Dünaburg, Pskow, Dno |
| Februar bis November 1942             | nur Inf. Rgt. 553                                        | Cholm |
| März 1942                             | Bereitstellungsraum „Stoßgruppe von Seydlitz“            | Sataroje, Sapoloseje, Dreckowo, Luchino, Tscherenzow, Zamoschze-Kalinow |
| 21. März 1942                         | Angriff „Stoßgruppe von Seydlitz“                        | Oschedsna, Tschuchnowo, Wystawka, Artemjewo |
| 25. März bis 18. April 1942           | Angriff „Stoßgruppe von Seydlitz“                        | Potschze-Potschje, Ssokolowo, Lowatj-Ufer |
| April bis Juni 1942                   | Stellungsraum                                            | Tjurikowo – Waretschtje – Kortschewka – Ilowez – Ssokolowo – Stiefelwald – Welikoj – Sselo – Goruschka |
| Juni/Juli bis November 1942           | Stellungsraum                                            | SW Strelizy |
| September 1942                        | „Unternehmen Höcker“ (nur I.R. 551 und 552)              | Südl. Ssutschan-Sumpf |
| Ende September 1942                   | „Unternehmen Michael“ (nur I./I.R. 551 und 10./A.R. 329) | Südl. Frontabschnitt an Redja-Lowatj |
| Mitte Oktober 1942                    | „Unternehmen Puszta“                                     | Larinka-Höhengeländes bei Strelizy |
| Ab 12. November 1942                  | Verlegung                                                | Koloma, Ignatizy, Demjansk, Mamajewtschina |
| Ab 18. November 1942 bis Februar 1943 | Stellungsraum                                            | Welje-See – Dunajewschtschina – Issakowo – Suchaja – Wotischi – Kirillowschtschina |
| Ab 14. Februar 1943                   | Räumung Brückenkopf Demjansk                             | Widerstandslinien I – VIII |
| Ende Februar bis Mai 1943             | Stellungsraum                                            | Lowatj südostwärts Gluchaja Goruschka, Porussja bei Kriwawitzy, Karkatschewo, Ljachnowo, Redja bei Wjaski, Werewkino, Koslowo                                                                                   |
| ab 10. Mai 1943                       | Auffrischungsraum                                        | Westl. des Ilmensees |
| ab 24. Mai 1943                       | Stellungsraum                                            | Staraja Russa (ausschl.) – Schimsk |
| ab November 1943                      | Riegelstellung                                           | Newel, Enge zwischen Ruddo- und Uschtscho-See |
| ab 21. November 1943                  | Stellungsraum                                            | Straße Pustoschka – Newel von westlich Belonssowa – Nordwestrand Ruddo-See – Nordspitze Uschtscho-See |
| März 1944                             | „Pantherstellung“                                        | Welikaja-Mündung – Bystroje-See – Wald ostwärts Kotowa – Ostrand Worssina – l km ostwärts Norkino – Frolowo – Star. Pustoschka – Mitte Dolossy-See – Dolossy – Novosselje – Nesterowo – l km ostwärts Rasgulina |
| Juli 1944                             | „Reiherstellung“                                         | Rückzug beiderseits Pustoschka |
| Juli 1944                             | „Lettlandstellung“                                       | südlich Sebesch über Malkowo, Bhf. Sawarnja nach Osten vorbiegend, dann nach Norden verlaufend über Lewnowo und Borki                                                                                           |
| Juli 1944                             |                                                          | Lagarinka-Sebesch – Nasarowo – Rubanowo – ostwärts Jeremkono – Grumady – südlich Kyskowo |
|                                       | Sebesch, Ludza, Rēzekne, Ļaudona bis in den Raum Ērgļi   | |
| Juli 1944                             | „Rosittenstellung“                                       | Ļaudona |
| August 1944                           | Stellungsraum                                            | ostwärts und südlich Bērzaune |
| August 1944                           | Stellungsraum                                            | Verlegung über Odziena über Irši in Raum Sausieja westlich Ērgļi, Brückenkopf an der Ogre |
| August 1944                           | Stellungsraum                                            | Raum Sausieja westlich Ērgļi, Brückenkopf an der Ogre |
| September 1944                        | Rückzug                                                  | „Schwanenburgstellung“ – „Wendenstellung“ – „Segewoldstellung“ – „Tukkumstellung“ |
| Oktober 1944                          | Auffrischung                                             | Auce |
| November 1944                         | Stellungsraum                                            | „Brunhildenstellung“ |
| November 1944                         | Sammelraum                                               | Raum Brocēni, nordostwärts Frauenburg |
| November 1944                         | Stellungsraum                                            | nordostwärts Ezere – südostwärts Kursīši |
| Februar 1945                          | Stellungsraum                                            | Frontverlängerung über Jegles hinaus nördlich Dangas bis in Höhe Pampaļi |
| bis 8. Mai 1945                       | Stellungsraum                                            | Planki – Kini – Ratinieky Kesteri – nördlich Striki |

## Gliederung
Die Division führte im Zuge ihres Einsatzes zahlreiche Umgliederungen und Erweiterungen durch. Unter anderem wurden nach schweren Verlusten im September 1944 das Grenadier-Regiment 553 aufgelöst und stattdessen Teile der 21. Luftwaffen-Felddivision als „Luftwaffen-Regimentsgruppe 21“ eingegliedert. Bereits im Herbst 1943 war sie zu einer „Division neuer Art 44“ umgruppiert worden. Im Wesentlichen bildeten 1942–1945 folgende Verbände den Kern der Division:
Kampftruppen
- Infanterie-/Grenadier-Regiment 551
- Infanterie-/Grenadier-Regiment 552
- Infanterie-/Grenadier-Regiment 553, 1944 ersetzt durch Luftwaffen-Regimentsgruppe 21
- Panzerabwehr-Abteilung 329
- Schnelle Abteilung/Füsilier-Bataillon 329
- Aufklärungsabteilung 329
- Sturmgeschütz-Kompanie 329 (Sommer 1944)

Kampfunterstützungstruppen
- Artillerie-Regiment 329
- Pionier-Bataillon 329

Führungstruppen
- Nachrichten-Abteilung 329

Versorgungstruppen
- Feldersatz-Bataillon 329
- Versorgungs-Rgt. 329

## Kommandeure
| Dienstgrad        | Name            | Datum             |
| ----------------- | --------------- | ----------------- |
| Generalleutnant   | Helmuth Castorf | 30. Dezember 1941 |
| Oberst            | Bruno Hippler   | 7. März 1942      |
| Oberst            | Johannes Mayer  | 22. März 1942     |
| Generalleutnant   | Paul Winter     | 9. August 1943    |
| Generalleutnant   | Johannes Mayer  | September 1943    |
| Oberst d.R.       | Werner Schulze  | 16. Juli 1944     |
| Generalleutnant   | Konrad Menkel   | 20. Oktober 1944  |
| Generalmajor d.R. | Werner Schulze  | 1. Januar 1945    |
| Generalleutnant   | Konrad Menkel   | Mai 1945          |

## Träger des Ritterkreuz des Eisernen Kreuzes
| Name                     | Auszeichnung      | Datum              | Dienststellung                                    | Bemerkung                                                                                                 |
| ------------------------ | ----------------- | ------------------ | ------------------------------------------------- | --- |
| Mayer, Johannes          | Ritterkreuz       | 13. September 1941 | Oberst, Kdr. I.R.501                              | |
|                          | Eichenlaub (453.) | 12. April 1944     | Generalleutnant, Kdr. 329. I.D.                   | |
|                          | Schwerter (89.)   | 23. August 1944    | Generalleutnant, Kdr. 329. I.D.                   | |
| Schulze, Werner          | Ritterkreuz       | 16. März 1942      | Major d.R., Btl. Kdr. I.R. 510                    | |
|                          | Eichenlaub (557.) | 23. August 1944    | Oberst d.R., Kdr.G.R. 551                         | |
| Klein, Hermann           | Ritterkreuz       | 25. April 1944     | Oberleutnant d.R., Rgt.Adj. G.R. 551              | |
|                          | Eichenlaub (567.) | 23. August 1944    | Hauptmann d.R.                                    | vermisst seit 18. August 1944                                                                             |
| Söchting, Fritz          | Ritterkreuz       | 16. April 1943     | Gefreiter, 3./Schnelle Abt. 329                   | |
| Rinke, Karl-Eberhard     | Ritterkreuz       | 28. April 1943     | Oberleutnant, Kp.Chef G.R. 552                    | |
| Schulz-Lepel, Karl-Heinz | Ritterkreuz       | 13. September 1943 | Oberleutnant, Kp.Chef G.R. 552                    | |
| Drees, Karl-Heinz        | Ritterkreuz       | 25. Februar 1944   | Gefreiter, 14. (Pz.Jäg.)/G.R. 552                 | |
| Doering, Ernst           | Ritterkreuz       | 16. März 1944      | Rittmeister, Kdr. Füs. Btl. 329                   | |
| Müller, Günter           | Ritterkreuz       | 19. August 1944    | Hauptmann, Btl.Kdr. G.R. 551                      | gefallen am 23. August 1944 bei Tukums/Lettland                                                           |
| Granitza, Bruno          | Ritterkreuz       | 21. September 1944 | Hauptmann, Batteriechef A.R. 329                  | am 8. Mai 1945 bei der Kapitulation bei Saldus-Goldingen/Lettland von den sowjetischen Truppen erschossen |
| Beutner, Manfred         | Ritterkreuz       | 30. September 1944 | Major und Führer einer Kampfgruppe                | |
| Janz, Siegfried          | Ritterkreuz       | 5. November 1944   | Obergefreiter und Gruppenführer 1./Jg.Rgt. 42 (L) | |
| Klos, Otto               | Ritterkreuz       | 9. Dezember 1944   | Hauptmann, Kdr.Füs.Btl. 329                       | im Bereich der 21. Luftwaffen-Felddivision                                                                |
| Podrassa, Reinhold       | Ritterkreuz       | 31. Januar 1945    | Unteroffizier, Zugführer 3./G.R. 551              | |
| Wiese, Hubert            | Ritterkreuz       | 5. Mai 1945        | Oberst, Kdr. G.R. 552                             | |

## Gedenken
Das 1961 als Gedenkstätte gestaltete „Ehrenmal“ der Division befindet sich auf dem Waldfriedhof Lauheide bei Handorf zwischen Münster und Telgte. Die Anlage erhielt im Januar 2019 größere Beachtung, als rund 50 Neo-Nazis sie für ein „Heldengedenken“ nutzten. Als Reaktion erstattete die Stadt Münster Strafantrag und kündigte an, auch die auf dem Friedhof liegenden „Ehrengräber“ von NS-belasteten Personen wie Fritz Schmidt und Gerhard Glokke überprüfen zu wollen.